# کریستوس آلبانیس
کریستوس آلبانیس (انگلیسی: Christos Albanis؛ زادهٔ ۵ نوامبر ۱۹۹۴) بازیکن فوتبال اهل یونان است که در حال حاضر برای آندورا در پست هافبک بازی می‌کند.
از باشگاه‌هایی که در آن بازی کرده است می‌توان به آپولون اسمیرنیس اشاره کرد.
وی همچنین در تیم‌های ملی فوتبال زیر ۱۸ سال یونان، زیر ۲۰ سال یونان و زیر ۲۱ سال یونان بازی کرده است.